# Coupe de Belgique féminine de football 2011-2012
Navigation
Édition précédente Édition suivante
La Coupe de Belgique de football féminin 2011-2012 est la 36e édition de la compétition. La finale se joue le dimanche 6 mai 2012 à 18 heures 30 au Stadion Den Dreef à Louvain. Elle oppose le WD Lierse SK, (2e finale), au Standard Fémina de Liège, (11e finale). C'est la sixième fois que le Standard Fémina de Liège enlève la Coupe de Belgique. 

## Calendrier de la compétition
| Tour | Nom                 | Dates retenues               |
| ---- | ------------------- | ---------------------------- |
| 1    | Tour préliminaire   | 13 août 2011                 |
| 2    | 1er tour            | 20 août 2011                 |
| 3    | 2e tour             | 27 août 2011                 |
| 4    | Seizièmes de finale | 1er novembre 2011            |
| 5    | Huitièmes de finale | 7 janvier 2012               |
| 6    | Quarts de finale    | 10 mars 2012                 |
| 7    | Demi-finales        | 11 avril 2012, 25 avril 2012 |
| 8    | Finale              | 6 mai 2012                   |

## Tour préliminaire
Le tour préliminaire se joue le samedi 13 août 2011. Les matchs se jouent en une manche. Se qualifient pour le 1er tour: USF Montroeul-Dergneau, Wolfsdonk Sport, KSK Beveren, ASE De Chastre

## 1ertour
Le 1er tour se joue le samedi 20 août 2011. Les matchs se jouent en une manche. À ce stade, les équipes de D3 entrent en lice. Se qualifient pour le 2e tour: KVK Ninove, SK Zingem, VKZ Hamme-Zogge, US Saint-Remy, KSK Voorwaerts Zwevezele, Rapide Club Lebbeke, ESF Gerpinnes, FCF Braine-Rebecq, Cerkelladies Bruges, VC Moldavo, KFC Rapide Wezemaal, Atlas Linter, VC Dames Eendracht Alost, Hoogstraten VV, DV Zonhoven, ASE De Chastre, RAS Nimy-Maisières, KFC Merelbeke, YRKV Mechelen, KSK Beveren, WD Lierse SK B, Waasland Beveren-Sinaai Girls B

## 2etour
Le 2e tour se joue le samedi 27 août 2011. Les matchs se jouent en une manche. À ce stade, les équipes de D2 entrent en lice. Se qualifient pour les seizièmes de finale : Oud-Heverlee Louvain B, Waasland Beveren-Sinaai Girls B, VC Dames Eendracht Alost, Dames VK Egem, DV Lanaken, VVDG Lommel, KSK Beveren, YRKV Mechelen, DV Opglabbeek, RUS Beloeil, K Achterbroek VV, DAVO Waregem, KFC Rapide Wezemaal, K.Massenhoven VC, Melle Ladies, SK Zingem, VKZ Hamme-Zogge

## Seizièmes de finale
Les seizièmes de finale se jouent le mardi 1er novembre 2011. Les matchs se jouent en une manche. Les 14 clubs de D1 de la saison précédente font leur entrée en lice.
| Équipe 1                           | Score           | Équipe 2                             |
| Beerschot AC Dames (D1)            | 5 - 1           | RUS Beloeil (D2)                     |
| DV Famkes Merkem (D2)              | 2 - 1           | YRKV Mechelen (1re provinciale)      |
| Club Bruges KV (D1)                | 4 - 0           | VC Dames Eendracht Alost (D3)        |
| Waasland Beveren-Sinaai Girls (D1) | 4 - 0           | Waasland Beveren-Sinaai Girls B (D3) |
| Melle Ladies (D2)                  | 0 - 4           | DVC Eva's Tirlemont (D1)             |
| DV Lanaken (D2)                    | 1 - 2           | Standard Fémina de Liège B (D2)      |
| SK Zingem (D3)                     | 1 - 8           | WD Lierse SK (D1)                    |
| DV Opglabbeek (D2)                 | 3 - 2           | FCF White Star Woluwé (D1)           |
| Saint-Trond VV (D1)                | 8 - 0           | KFC Rapide Wezemaal (D3)             |
| KSK Heist (D1)                     | 8 - 0           | DAVO Waregem (D2)                    |
| VKZ Hamme-Zogge (1re provinciale)  | 2 - 3           | VV Rassing Harelbeke (D1)            |
| K.Massenhoven VC (D2)              | 0 - 3           | VVDG Lommel (D2)                     |
| KSK Beveren (1re provinciale)      | 0 - 17          | Standard Fémina de Liège (D1)        |
| RSC Anderlecht (D1)                | 6 - 0           | K Achterbroek VV (D1)                |
| Dames Zulte Waregem (D2)           | 4 - 1           | Dames VK Egem (D2)                   |
| Oud-Heverlee Louvain B (D2)        | 0 - 0 (tab 5-6) | Oud-Heverlee Louvain (D1)            |

## Huitièmes de finale
Les huitièmes de finale se jouent le samedi 7 janvier 2012. Les matchs se jouent en une manche. La rencontre Standard Fémina de Liège/Standard Fémina de Liège B a été jouée le 11 janvier 2012.
| Équipe 1                      | Score           | Équipe 2                        |
| Oud-Heverlee Louvain (D1)     | 2 - 1           | Saint-Trond VV (D1)             |
| VV Rassing Harelbeke (D1)     | 1 - 1 (tab 5-3) | DVC Eva's Tirlemont (D1)        |
| Sinaai Girls (D1)             | 3 - 2           | DV Opglabbeek (D2)              |
| DV Famkes Merkem (D2)         | 4 - 2           | VVDG Lommel (D2)                |
| Dames Zulte Waregem (D1)      | 2 - 2 (tab 5-4) | Beerschot AC Dames (D1)         |
| Club Bruges KV (D3)           | 0 - 2           | WD Lierse SK (D1)               |
| RSC Anderlecht (D1)           | 3 - 0           | KSK Heist (D1)                  |
| Standard Fémina de Liège (D1) | 11 - 1          | Standard Fémina de Liège B (D2) |

## Quarts de finale
Les quarts de finale se jouent le samedi 10 mars 2012. Les matchs se jouent en une manche
| Équipe 1                  | Score           | Équipe 2                      |
| RSC Anderlecht (D1)       | 4 - 0           | VV Rassing Harelbeke (D1)     |
| Oud-Heverlee Louvain (D1) | 1 - 2           | Standard Fémina de Liège (D1) |
| Sinaai Girls (D1)         | 8 - 0 (tab 6-5) | DV Famkes Merkem (D2)         |
| WD Lierse SK (D1)         | 5 - 0           | Dames Zulte Waregem (D1)      |

## Demi-finales
Les matchs se jouent en aller-retour. Les demi-finales se jouent le mercredi 11 avril 2012 et le mercredi 18 avril 2012 pour les matchs aller, le mercredi 25 avril 2012 et le mardi 1er mai 2012 pour les matchs retour.
| Équipe 1          | Score | Équipe 2                      | Aller | Retour |
| Sinaai Girls (D1) | 0-6   | Standard Fémina de Liège (D1) | 0 - 3 | 0 - 3  |
| WD Lierse SK (D1) | 5-4   | RSC Anderlecht (D1)           | 4 - 1 | 1 - 3  |

## Finale
| Équipes                  | WD Lierse SK - Standard Fémina de Liège |
| Score                    | 2 - 3 |
| Date                     | Dimanche 6 mai 2012 |
| Stade                    | Stadion Den Dreef, Louvain 500 spectateurs |
| Arbitre                  | Sharon Sluyts |
| Assistants-arbitre       | Ella De Vries, Anne Cheron et Virginie Derouaux |
| Buts                     | 2e Maud Coutereels 0-1, 33e Maud Coutereels 0-2, 52e Maud Coutereels 0-3, 65e Lenie Onzia 1-3, 90 + 3e Lenie Onzia 2-3 |
| WD Lierse SK             | Dorien Peeters, Caroline Berrens, Evelien Stoffels, Marleen Joore, Lien Haverals (46e Lenie Onzia); Inge Heiremans, Marlies Verbruggen, Lien Mermans, Niki De Cock (capitaine), Stéphanie Van Gils (61e Elke Van Gorp), Kristien Elsen (90 + 5e Ibtissam Bouharat). Entraîneur : Léo Callens    |
| Standard Fémina de Liège | Chloë Bellavia; Julie Grégoire, Imke Courtois, Berit Stevens; Maud Coutereels (capitaine), Audrey Demoustier, Julie Biesmans, Aline Zeler (74e Maria-Laura Aga), Davina Philtjens; Vanity Lewerissa (85e Céline Verdonck), Lola Wajnblum (46e Valentine Hannecart). Entraîneur : Patrick Wachel |
| Cartes jaunes            | 80e Caroline Berrens, 86e Maud Coutereels, 90 + 3e Chloë Bellavia, 90 + 4e Audrey Demoustier |